# Vall del Tronto

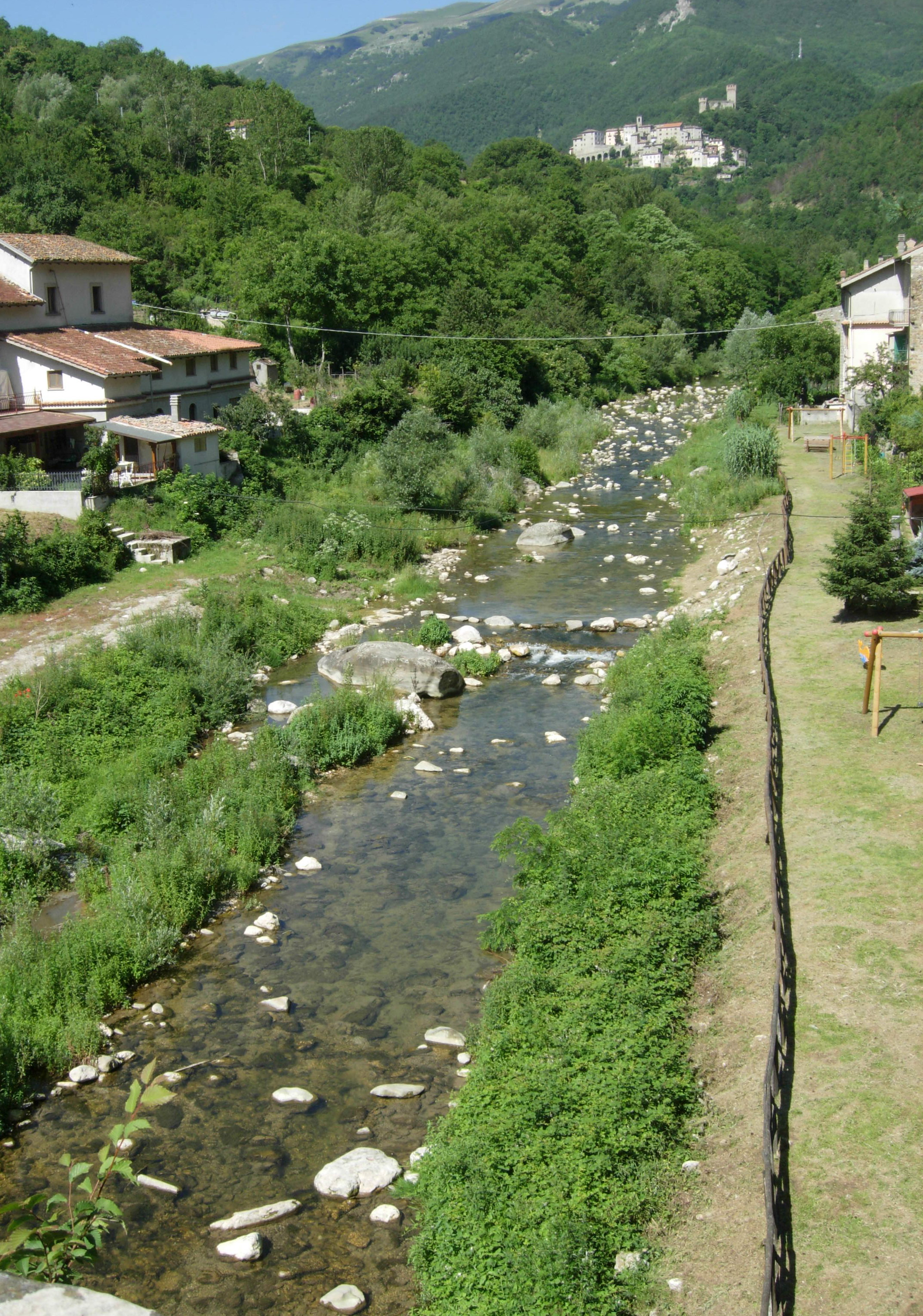
L'Alt Tronto en Trisungo amb la roca i el poble d'Arquata al fons.

La vall del Tronto és l'àmplia conca hidrogràfica del riu homònim, a Itàlia. S'estén en la seva major part per la regió italiana de les Marques, tocant la majoria dels municipis de la província de Ascoli Piceno. Afecta una mica a la província de Rieti en el Laci, la part septentrional de la província de Teramo i alguns municipis de la província de L'Aquila als Abruços.
La vall del Tronto s'estén per 1192 km² entre els Monts de la Laga, on neix el riu, i el mar Adriàtic, pel nord el tanca el grup dels Monts Sibil·lins i pel cim pre-apenínic de l'Ascensione, al sud pels Monts Gemelli, de la Muntanya dei Fiori i de la Muntanya de Campli. Procedint cap a la desembocadura, el riu rep l'aportació dels afluents principals, en particular del "Torrent Castellano" (provinent de la "Vall Castellana") que el troba als voltants d'Ascoli Piceno.
La part alta de la conca, caracteritzada per una vegetació de ribera, per les font sulfúriques i per les coves de Travertí d'Acquasanta Terme, s'obre a l'altura de la capital en la vasta plana altament industrialitzada del mitjà i baix curs del riu. Sobre el territori hi ha dos parcs nacionals, el del Gran Sasso i Monts de la Laga i el dels Monts Sibil·lins. Els municipis de muntanya del vessant que dona cap a les Marques, estan organitzats en la "Comunità Montana del Tronto". Als voltants de l'estuari se situa la zona natural protegida de la Sentina.